# 黃宇人
黃宇人（1905年6月22日—1996年2月20日），名敬、俊。貴州省黔西縣中和鄉人。民國37年（1948年）在貴州省第二選區當選第一屆立法委員。

## 生平
中學未讀到一半就跟隨同鄉的北京朝陽大學學生尹述賢離開家鄉，投奔黃埔軍校。1926年10月畢業，分發北伐補充師，在團長陳誠麾下連任指導員，旋奉中組部陳果夫之命回貴州籌措黨務，因貴州軍閥周西成專橫暴虐而逃回南京，由陳果夫吸納到中組部普通組織科指導股任幹事，三全大會後升任股總幹事。1930年8月任江蘇省黨務整理委員兼組織部長。1933年由中組部長陳立夫選派赴英國留學，翌年春入倫敦大學經濟政治學院選讀政治學、比較政府和地方政治。七七事變後，提前回國參加抗戰，先後出任軍委會第六部留日歸國學生訓練班訓育組副組長、國民參政員、三青團了中央社會服務處代處長、軍風紀巡察團委員、三青團貴州支團籌備主任、國民黨貴州省党部主任委員、三青團中央常務幹事、三青團貴州支團幹事長、青年管理處長。
1945年当选中国國民黨第六届中常委。1948年11月，徐蚌會戰失利，孫科繼翁文灝任行政院院長，立法院院長出缺，黃宇人主導的立委反CC系聯合陣線推舉党中央秘书长吳鐵城競選立法院院長，不巧吳鐵城被孫科邀請入閣，黃宇人轉而循北方籍立委武和軒提名，支持北伐前在北平入黨的童冠賢。童原已準備舉家遷台灣，聞訊即回南京參加選舉。黃迅即促使立法院補選正副院長，使CC系立委來不及趕回南京時，12月24日童以簡單多數當選院長，整個過程僅四日。這位曾是改組派幹將的行政院善後救濟總署冀熱平津分署署長、才當選立委不久的童冠賢不費吹灰之力便坐上院長寶座。1949年6月1日移居澳門。
1950年10月因不出席會議被立法院取消立委資格。旋應顧孟餘、童冠賢之邀，以桂系人員退出為條件，加入李宗仁出錢、顧、童牽頭的自由民主大同盟，又規勸童冠賢辭去立法院院長職。韓戰爆發後，台灣轉危為安，童失去歸隊機會，因而對黃宇人暗懷怨恨。1951年4月任獨立論壇督印人，化名黃如延。同年5月任反共抗俄聯合陣線25人核心之一，10月任中國之聲社編輯政策委員會委員。旋與童冠賢、張國燾、彭昭賢、李微塵起草「戰盟」組織法，又因與李微塵意見不合以及顧孟餘受港英政治部警告，而力主張顧聯盟25人核心解散。1952年10月10日張君勱在美國發表「自由民主戰鬥同盟宣言」，獨立論壇被迫停刊。1958年8月任聯合評論督印人，又與張發奎合辦興中出版社。1964年10月因羅永揚等人欲提名張發奎、黃宇人等參加台灣的反共救國聯盟，一怒之下將聯合評論停刊。在停刊號上撰文承認：「海外的民主反共運動，十五年來，香港方面也有不少人士作過不少的努力，但卻一事無成，時間一年一年的過去，我愈覺得自己的知識能力愈加不夠，實在愧對先烈」。